# Họ Nhông
Họ Nhông (Agamidae) là một họ gồm hơn 300 loài bò sát phân bộ Kỳ nhông bản địa ở châu Phi, châu Á, Úc, và một số ít ở Nam Âu. Nhiều loài thường được gọi là rồng hay thằn lằn rồng. Trang web của The Reptile Database tra cứu ngày 25 tháng 9 năm 2014 cho số lượng loài thuộc họ này là 445. Tại Việt Nam, có khoảng 24 loài thuộc họ Nhông, với các tên gọi phổ biến là nhông, nhông cát, thằn lằn bay, rồng đất, v.v..

## Tổng quan
Về mặt phát sinh chủng loài, Agamidae có thể là nhóm có quan hệ chị em với Iguanidae sensu lato, và chúng có bề ngoài khá giống nhau. Các loài Agamidae thường có các chân khỏe và khá phát triển. Đuôi của chúng không thể rụng và tái sinh như ở các loài tắc kè, mặc dù sự tái sinh phần nào được thấy ở một vài loài.
Nhiều loài nhông có khả năng thay đổi hạn chế màu sắc bề ngoài của chúng để điều chỉnh thân nhiệt. Ở một số loài, con đực có màu sắc sặc sỡ hơn con cái, và màu sắc có một phần vai trò trong việc đánh tín hiệu cũng như trong các tập tính sinh sản. Nói chung họ Agamidae sinh sống trong các khu vực môi trường ấm, từ các hoang mạc nóng bức tới các rừng mưa nhiệt đới, nhưng ít nhất có 1 loài là rồng núi Australia (Rankinia diemensis) lại sinh sống trong khu vực lạnh hơn.
Nhóm các loài thằn lằn này bao gồm một vài loài được biết đến khá nhiều, như các loài rồng râu (Pogona) đã được thuần hóa ở Australia và thằn lằn đuôi gai (Uromastyx) ở Bắc Phi và Trung Đông.
Một trong những đặc trưng cơ bản để phân biệt của họ Agamidae là răng của chúng, mọc trên gờ ngoài của miệng (răng dính liền), chứ không phải trên mặt trong của quai hàm (răng dính bên). Đặc trưng này chia sẻ chung với các loài tắc kè hoa, nhưng nói chung vẫn là bất thường ở các loài thằn lằn. Thằn lằn Agamidae nói chung là các loài hoạt động ban ngày, với thị lực tốt, và bao gồm chủ yếu là các loài sống trên mặt đất hay trong kẽ đá cũng như một ít loài sống trên cây. Thức ăn của chúng chủ yếu là côn trùng (Insecta) và các loài động vật chân khớp (Arthropoda) khác như nhện, mặc dù một số loài to lớn có thể ăn thịt cả các loài bò sát nhỏ khác hay các động vật có vú nhỏ, chim làm tổ, hoa hay các loại thực vật. Phần lớn các loài nhông là noãn sinh (đẻ trứng).

## Phân loại và phân bố

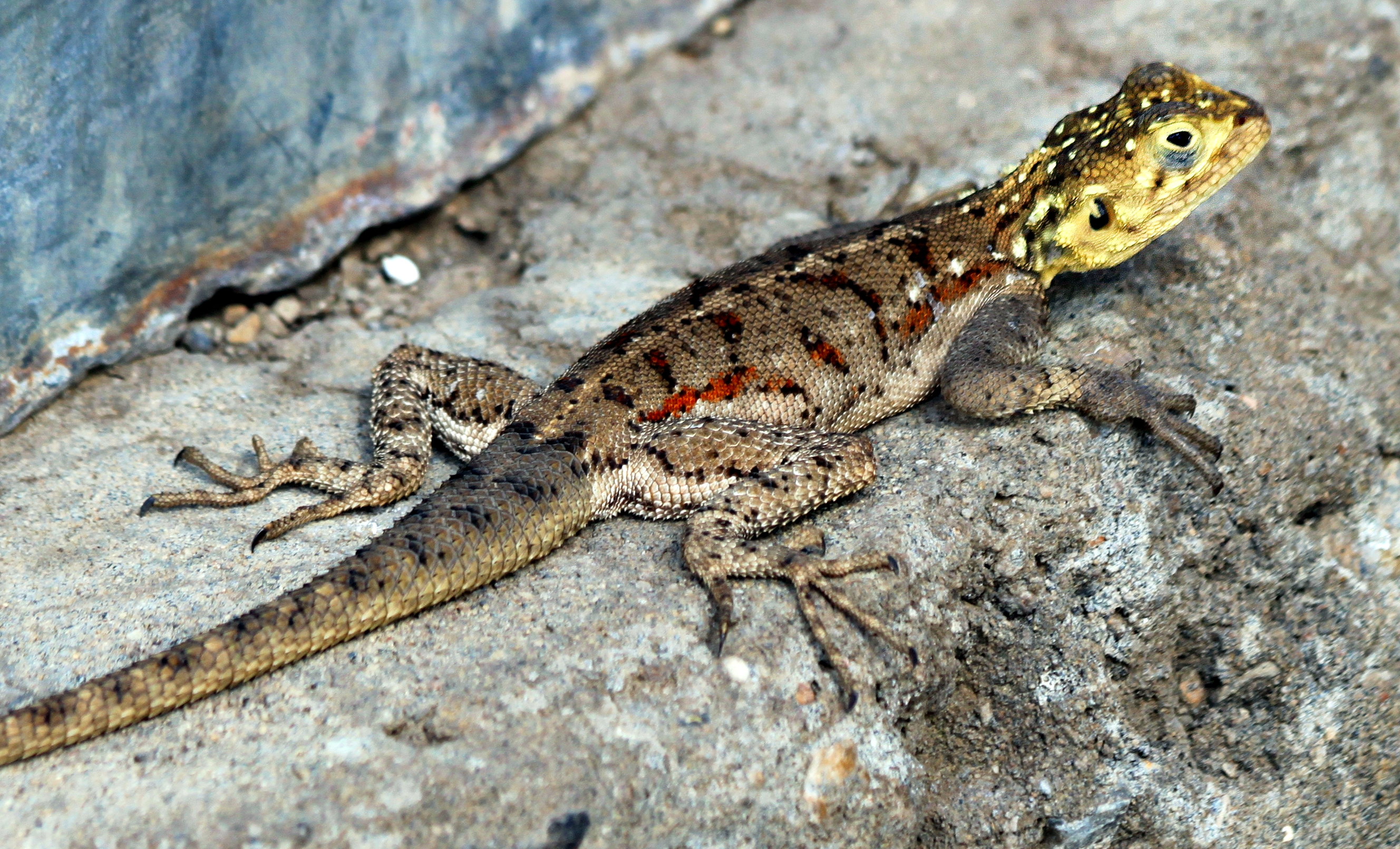
Nhông đất (Agama aculeata) ở Tanzania.

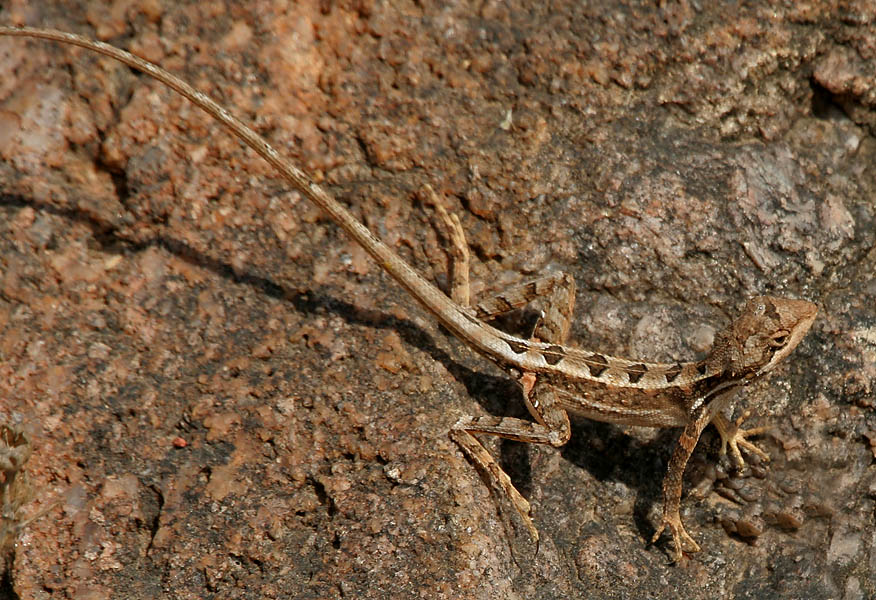
Thằn lằn họng quạt Sitana ponticeriana thuộc phân họ Agaminae.

Có rất ít nghiên cứu về họ Agamidae. Đánh giá bao hàm toàn diện đầu tiên do Moody thực hiện năm 1980, tiếp theo là đánh giá mang tính tổng thể hơn của Frost và Etheridge năm 1989. Các nghiên cứu sau đó dựa trên các đoạn gen DNA ti thể của Macey et al. năm 2000 và Honda et al. năm 2000 cũng như bằng việc lấy mẫu trong khắp họ Agamidae của Joger năm 1991. Một số ít nghiên cứu khác tập trung vào các nhánh trong họ, và Agamidae chưa từng được điều tra kỹ càng như đối với họ Iguanidae.
Họ Agamidae thể hiện một sự phân bố kỳ lạ. Chúng được tìm thấy trên phần lớn các khu vực của Cựu thế giới, bao gồm châu Phi lục địa, Australia, Nam Á, Đông Nam Á và thưa thớt hơn tại khu vực nóng ấm ở châu Âu. Tuy nhiên, chúng không có mặt ở Madagascar và Tân thế giới. Sự phân bố này là trái ngược với sự phân bố của Iguanidae, với các loài được tìm thấy trong các khu vực này nhưng lại không có mặt trong các khu vực nơi Agamidae được tìm thấy. Sự phân chia hệ động vật tương tự cũng được thấy giữa hai họ trăn là Boidae và Pythonidae.

### Các phân họ
- Agaminae (Châu Phi, châu Á và Úc)
- Amphibolurinae (Úc và New Guinea)
- Draconinae (Nam và Đông Nam Á)
- Hydrosaurinae (Hydrosaurus, Papua New Guinea, Philippines, và Indonesia)
- Leiolepidinae (Leiolepis - nhông cát, Đông Nam Á)
- Uromastycinae hoặc Uromasticinae (Saara và Uromastyx, châu Phi và Nam Á)

## Phát sinh chủng loài
Biểu đồ nhánh chi tiết vẽ theo Pyron et al. (2013).

|  | Hydrosaurinae  |
|  |                |
|  | Amphibolurinae |
|  |                |

|  | Agaminae   |
|  |            |
|  | Draconinae |
|  |            |

|  | Hydrosaurinae  |
|  |                |
|  | Amphibolurinae |
|  |                |

|  | Agaminae   |
|  |            |
|  | Draconinae |
|  |            |

|  | Hydrosaurinae  |
|  |                |
|  | Amphibolurinae |
|  |                |

|  | Agaminae   |
|  |            |
|  | Draconinae |
|  |            |

|  | Hydrosaurinae  |
|  |                |
|  | Amphibolurinae |
|  |                |

|  | Agaminae   |
|  |            |
|  | Draconinae |
|  |            |

|  | Hydrosaurinae  |
|  |                |
|  | Amphibolurinae |
|  |                |

|  | Agaminae   |
|  |            |
|  | Draconinae |
|  |            |

|  | Hydrosaurinae  |
|  |                |
|  | Amphibolurinae |
|  |                |

|  | Agaminae   |
|  |            |
|  | Draconinae |
|  |            |

|  | Hydrosaurinae  |
|  |                |
|  | Amphibolurinae |
|  |                |

|  | Agaminae   |
|  |            |
|  | Draconinae |
|  |            |

|  | Hydrosaurinae  |
|  |                |
|  | Amphibolurinae |
|  |                |

|  | Agaminae   |
|  |            |
|  | Draconinae |
|  |            |